# Mierzyn (województwo łódzkie)
Mierzyn – wieś w Polsce położona w województwie łódzkim, w powiecie piotrkowskim, w gminie Rozprza.
W latach 1954–1968 wieś należała i była siedzibą władz gromady Mierzyn, po jej zniesieniu w gromadzie Rozprza. W latach 1975–1998 miejscowość administracyjnie należała do województwa piotrkowskiego.

## Historia wsi

### Początki
Według podania w miejscowości istniała pogańska świątynia, na miejscu której wybudowano drewniany kościół wzmiankowany już w Kronikach Długosza. Parafia w Mierzynie istnieje co najmniej od 1399 roku. O starożytności osady w Mierzynie świadczyć mogą wykopaliska z roku 1881. Podczas orania ziemi dworskiej znaleziono tam monety srebrne z II połowy XIV w., głównie półgroszy koronnych i denarów Kazimierza Wielkiego. Pierwszych było 35 sztuk, drugich przeszło 370. Ponadto znaleziono 5 całkowitych groszy praskich i 3 denary króla Karola Luksemburczyka, jeden denar węgierski Karola Roberta i przeszło 200 sztuk monet (prawdopodobnie śląskich).

### Właściciele
U schyłku XIV wieku Mierzyn należał już do rodu Mierskich (właśc. Mirskich herbu Jelita). Władał tymi dobrami Jarosław z Mierzyna piastujący urząd cześnika sieradzkiego. W I połowie XV wieku dziedzicami majątku byli bracia Jan i Rafał z Mierzyna Mierscy, następnie syn Rafała – Stanisław. 
Do parafii mierzyńskiej w początkach XVI wieku należały wsie: Bryszki, Rajsko Wielkie i Małe, Lubień (Lubyn), Tomawa, Żerechowa, Daniszewice, Cieszanowice i Szczepanowice, a dziesięcinę pobierano aż z okolic Łowicza i Brzezin.
W połowie XIX wieku dziedzicami dóbr Mierzyn byli małżonkowie: Karol Stefan Burghard herbu Burghard, syn Bonawentury i Teresy z Zaborowskich i Adelajda Szerszeńska, córka Jędrzeja, dziedzica dóbr Wiskitno. Karol Stefan Burghard był niezwykle ważną postacią w dziejach Mierzyna. Urodził się 18 sierpnia 1815 w Końskich. Zajmował się rolnictwem. Oprócz posiadanego majątku Mierzyn dzierżawił Milejów. Zasłużył się jako filantrop, posiadany majątek przeznaczył testamentem na: Towarzystwo Dobroczynności, zakład kalek w Warszawie, budowę kaplicy cmentarnej, wpisy i stypendia dla młodzieży, pomoc dla młodzieży rzemieślniczej itp. Przez wiele lat mieszkał w Piotrkowie Trybunalskim, gdzie zmarł 12 lutego 1887.

### Zabytki

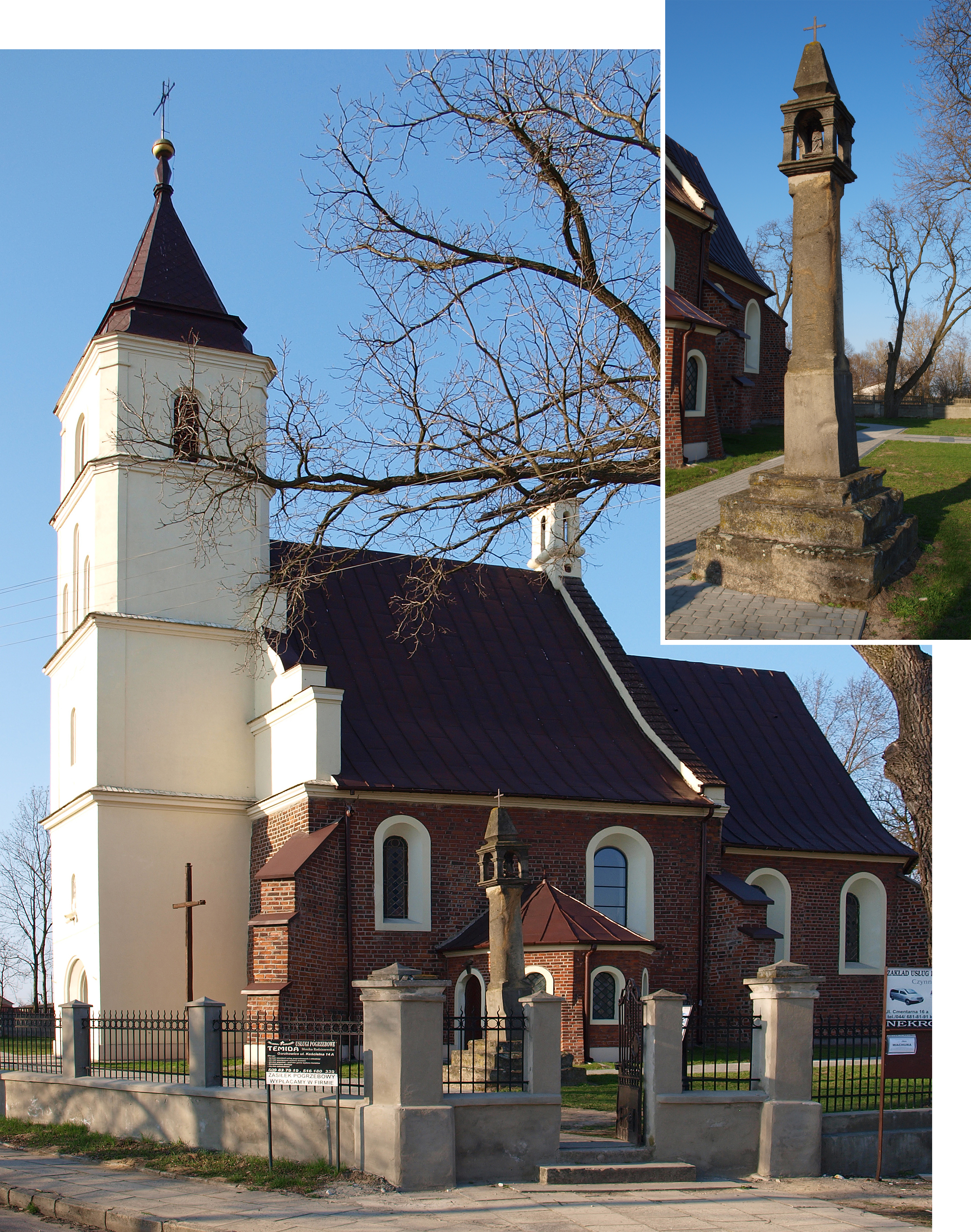
Kościół parafialny pw. św. Mikołaja w Mierzynie

Do niedawna w północnej części wsi znajdował się modrzewiowy, parterowy dwór z przełomu XVII i XVIII wieku. Dwór spłonął w 1947. Zachował się natomiast kościół, który wedle tradycji założony został wkrótce po rozszerzeniu chrześcijaństwa w Polsce. Pierwotny kościół stanowiło obecne prezbiterium, do którego dziedzice wsi przybudowali około 1600 r. murowaną nawę. Kościół jest budowlą późnogotycka, jednonawowa z wielobocznym prezbiterium, krytą dachem dwuspadowym. W przybudówce przy prezbiterium znajduje się zakrystia, a przy nawie umiejscowiona jest kruchta. Od frontu wznosi się wieża wybudowana w latach 30. XIX wieku. W ścianie południowej nawy kościoła wyryte są imiona, nazwiska, miejscowości i daty, z których najwcześniejsza pochodzi z 1558.
Prezbiterium zwieńczone jest oryginalnym sklepieniem. W każdym przęśle sklepienia znajduje się zwornik z herbem Jelita. Na szczególną uwagę zasługują: chrzcielnica z 1609, obrazy w ołtarzach bocznych Madonny z XVII w. i św. Anny Samotrzeci z XVIII w. oraz późnogotycka płyta nagrobna Mikołaja Cieszanowskiego z I połowy XVI w. Obok kościoła stoi kapliczka z XVIII w., wewnątrz której znajduje się figurka Chrystusa Bolesnego.
W historii Mierzyna zapisał się szczególnie ksiądz proboszcz Ignacy Napoleon Bogusławski herbu Ostoja, który przez pół wieku opiekował się tą parafią. Urodził się dnia 5 lipca 1807 r. w Żelisławiu (parafia Błaszki). Rodzicami jego byli Antoni Onufry Bogusławski i Salomea z Bobowskich, chrzestnymi natomiast Ignacy Kajetan Błeszyński (syn Tomasza – ostatniego podkomorzego sieradzkiego) i jego żona Apolonia z Grodzickich, właściciele dóbr Żelisław. Ignacy Bogusławski w roku 1831 został wyświęcony na kapłana. Cztery lata był wikarym w Łasku. W 1835 roku został proboszczem parafii w Mierzynie. W tym czasie odbyła się konsekracja nowo wzniesionej nawy kościoła mierzyńskiego. Poprzednia nawa, wymurowana około 1600 roku przez ówczesnych dziedziców wsi, zawaliła się w 1825 roku i przez kilka lat kościół w wyniku ogromnych zniszczeń, nie nadawał się do odprawiania nabożeństw. Wybudowano też wieżę dzięki hojności Stanisława Sucheckiego.
Według rejestru zabytków Narodowego Instytutu Dziedzictwa na listę zabytków wpisane są obiekty:
- kościół parafialny pw. św. Mikołaja, 1 poł. XV w., nr rej.: 166-IX-12 z 7.07.1948 i z 29.01.1962 oraz 186 z 16.09.1967
- park dworski, 2 poł. XIX w., nr rej.: 310 z 31.08.1983

### Okres powstania styczniowego
Lata sześćdziesiąte XIX wieku były dla mieszkańców Mierzyna i ks. Ignacego Bogusławskiego okresem niepokoju i oczekiwania. Zbliżał się bowiem moment wybuchu powstania narodowego. W sierpniu 1861 roku w pobliskim Piotrkowie rozpoczęły się pierwsze manifestacje patriotyczne skierowane przeciwko urzędnikom carskim. Jesienią 1862 r., przystąpiono do gromadzenia środków na ekwipunek dla przyszłych oddziałów powstańczych. Powstanie w rejonie Piotrkowa rozpoczęło się 23 stycznia 1863, kiedy oddział powstańczy pod dowództwem Grekowicza wkroczył do Kamieńska, gdzie ludność, wyszła tłumnie na powitanie. Odbyła się uroczystość oprawienia sztandaru z Orłem i Pogonią. W okolicach Mierzyna stale organizowały się grupy powstańcze, a lasy na wschód od wsi w stronę Lubienia stanowiły świetną bazę szkoleniową. Największa bitwa w okolicy Mierzyna i Kamieńska została stoczona w dniach 23–24 lipca 1863. Wtedy to partyzanci wysłani przez J. Oksińskiego i A. Lütticha rozmontowali szyny i zatrzymali pociąg wiozący żołnierzy rosyjskich. 
Okres powstania styczniowego to czas wzmożonej i szczególnej roli Kościoła w życiu społeczeństwa polskiego. W kościołach zbierano się na modlitwach za walczących o wyzwolenie narodowe. Księża czynnie włączali się do powstania, odprawiając msze polowe, organizując pomoc medyczną, udzielając się w konspiracji, często będąc przywódcami oddziałów zbrojnych. Znakomitymi tego przykładami byli księża: Ignacy Mosiński proboszcz parafii Dmenin (ok. 30 km na południe od Mierzyna), na którym władze carskie wykonały wyrok śmierci w Piotrkowie za organizowanie grup zbrojnych oraz Wawrzyniec Cent, proboszcz z pobliskiego Sulejowa, który stał na czele wojewódzkiej organizacji cywilnej i tworzył grupy powstańcze. Nie inaczej działał ksiądz Ignacy Bogusławski. Jeszcze dzisiaj po stu czterdziestu latach mieszkańcy Mierzyna opowiadają jak po mszy świętej celebrowanej przez Bogusławskiego powstańcy szykujący się do walki ostrzyli szable i kosy na stopniach kapliczki koło kościoła, pozostawiając głębokie, wyraźnie widoczne do dzisiaj wyżłobienia. Byli to prawdopodobnie partyzanci z oddziału Wagnera, który rozlokowany był między Rozprzą a Kamieńskiem w styczniu 1864.
Mimo ogromnego zaangażowania społecznego w połowie roku 1864 powstanie upadło. Na terenach Królestwa Polskiego 13 stycznia 1867 roku władze carskie wprowadziły nowy podział administracyjny, w wyniku którego Mierzyn znalazł się w granicach guberni piotrkowskiej. Nastał czas represji popowstaniowych. Szczególnym okrucieństwem wsławił się w okolicy oddział pacyfikacyjny mjr von Redena. Okres popowstaniowy był z pewnością jednym z najtrudniejszych w dziejach Mierzyna. Mimo to, w tym czasie wieś znacznie się rozrosła. Osada i folwark liczyły już blisko 600 mieszkańców gospodarujących na ok. 1500 hektarach ziemi. Powstała tam również szkoła ogólna - początkowa.
Ignacy Bogusławski pozostał na probostwie w Mierzynie do końca swoich dni. Zmarł 11 sierpnia 1882 r. mając lat 75. Został pochowany na starym cmentarzu w Mierzynie.
Następcą księdza Ignacego Bogusławskiego był ksiądz proboszcz Leon Offmański. Opiekował się parafią do dnia swej śmierci 6 kwietnia 1898. Został pochowany na nowym cmentarzu w Mierzynie, po prawej stronie drogi w kierunku na Rozprzę. Znajdują się tam groby i innych nie mniej zasłużonych dla parafii osób. Należy do nich m.in. ksiądz Antoni Józef Christoph. Był proboszczem w Mierzynie od 1898 do 1933, czyli 35 lat. To za jego kadencji, w latach 1925–1928 wyremontowano i częściowo przebudowano kościół.